# Hidden Valley Lake
Hidden Valley Lake és una concentració de població designada pel cens dels Estats Units a l'estat de Califòrnia. Segons el cens del 2000 tenia 3.777 habitants.

## Demografia
Segons el cens del 2000, Hidden Valley Lake tenia 3.777 habitants, 1.411 habitatges, i 1.100 famílies. La densitat de població era de 134,2 habitants/km².
Dels 1.411 habitatges en un 35,4% hi vivien nens de menys de 18 anys, en un 67,2% hi vivien parelles casades, en un 7,2% dones solteres, i en un 22% no eren unitats familiars. En el 16,5% dels habitatges hi vivien persones soles el 6,9% de les quals corresponia a persones de 65 anys o més que vivien soles. El nombre mitjà de persones vivint en cada habitatge era de 2,67 i el nombre mitjà de persones que vivien en cada família era de 3,01.
Per edats la població es repartia de la següent manera: un 28% tenia menys de 18 anys, un 4,2% entre 18 i 24, un 27,5% entre 25 i 44, un 24,5% de 45 a 60 i un 15,8% 65 anys o més.
L'edat mediana era de 40 anys. Per cada 100 dones de 18 o més anys hi havia 97,6 homes.
La renda mediana per habitatge era de 48.262 $ i la renda mediana per família de 51.763 $. Els homes tenien una renda mediana de 41.278 $ mentre que les dones 27.813 $. La renda per capita de la població era de 19.526 $. Entorn del 4,1% de les famílies i el 7,6% de la població estaven per davall del llindar de pobresa.

## Poblacions més properes
El següent diagrama mostra les poblacions més properes.